# Douwe Eisenga
Douwe Eisenga (* 1961 in Apeldoorn) ist ein niederländischer Komponist. Sein bekanntestes Werk ist das Requiem Aeternam 1953, eine zum 50. Jahrestag der Flutkatastrophe von 1953 im Auftrag der niederländischen Regierung geschaffene Komposition.

## Leben
Eisenga begann in den 1980er Jahren, als Autodidakt Musik für Theater-, Film- und Videoproduktionen zu schreiben. Von 1990 bis 1996 studierte er Komposition bei Julius Ament und Wim Dirriwachter am Prins Claus Conservatorium in Groningen.
In den letzten Jahren schrieb er verschiedene Werke unter anderem für das Xenakis Ensemble, Francis B. Quartett oder die Pianisten Gerard Bouwhuis und Marcel Worms. 1999 erschien seine CD Rivius II mit Rien Balkenende am Klavier. 2001 nahm Worms Eisengas Stück Growing worm, stabbing his back-part slowly into the blues in seine CD More new blues for piano auf. Im selben Jahr führte Eisenga in Vlissingen im Rahmen des Zeeland Nazomer Festival (Seeländischen Herbst-Festivals) sein Kammermusikstück Kabaal (Kabale) über den niederländischen Admiral und Seehelden Michiel de Ruyter (1606–1676) uraufgeführt.
2003 wurde Requiem Aeternam 1953, eine Komposition für Chor und Orchester bei der Gedenkfeier anlässlich des 50. Jahrestags der Flutkatastrophe von 1953 uraufgeführt. Im selben Jahr hatte sein im Auftrag der Stiftung Neue Musik geschriebenes Klavierkonzert (Teil 3) Premiere und wurde von Gerard Bouwhuis und dem Xenakis Ensemble in Yokohama aufgeführt. 2004 wurde ein Großteil seines Gesamtwerks in einem Konzert im Centre for New Music in Zeeland aufgeführt.
In 2017 veröffentlichte er seine Klavierkomposition For Mattia, die er auf Wunsch zweier Eltern schrieb zum Gedenken an ihre verstorbene Tochter. Es steht seit 2017 jedes Jahr auf der Liste der niederländische 'Klassische Musik Top 400'.
Eisengas Werk ist seiner Generation entsprechend in der Popmusik verankert. Er macht keinen Unterschied zwischen Popsongs, Zwölfton-Techniken, Barockmusik oder östlich inspirierte zyklische Vorlagen und versteht es, diese unterschiedlichen Elemente in seinen Kompositionen zu vereinen.
Seit 1993 lebt Eisenga in Zeeland.

## Werk (Auswahl)
- 2008: Cloud  Atlas, Teil 5
- 2008: Ports in Motion
- 2007: Kabaal, Kammeroper
- 2007: City Lines, Version für Orchester und zwei Klaviere
- 2006: Rose Road, Saxophonquartett
- 2006: City Lines, Version für vier Klaviere
- 2006: Dickens
- 2006: Cantus
- 2005: Rose Road, Streichquartett
- 2003: Klavierkonzert
- 2001: Bestevaer,  Kammeroper für Tenor, Bariton und Schlagwerke
- 2001:  Growing worm, stabbing his back-part slowly into the blues

### CDs
- For Mattia (Klavier, 2019)
- Rose Road – City Lines (Gerard Bouwhuis & Ensemble, Francis. B. Quartet)
- Requiem 1953 (Het Zeeuws Orkest – das seeländische Orchester, Zeeuws Philharmonisch  Koor – der seeländische philharmonische Chor)
- Kabaal (Kammermusikoper)
- Rivius II (mit Rien Balkenende)